# Maxim Alexandrowitsch Kutowoi
Maxim Alexandrowitsch Kutowoi (russisch Максим Александрович Кутовой; * 1. Juli 2001 in Slawjansk-na-Kubani) ist ein russischer Fußballspieler.

## Karriere

### Verein
Kutowoi begann seine Karriere beim FK Krasnodar. Im Mai 2018 debütierte er für die Zweitmannschaft Krasnodars in der drittklassigen Perwenstwo PFL. Dies blieb sein einziger Saisoneinsatz, mit Krasnodar-2 stieg er zu Saisonende in die Perwenstwo FNL auf. Im Juli 2018 debütierte er gegen den FK Sibir Nowosibirsk auch in der zweithöchsten Spielklasse. In seiner ersten Zweitligasaison kam er zu 15 Einsätzen, in denen er ein Tor erzielte.
Im März 2020 stand Kutowoi gegen den FK Ufa erstmals im Kader der ersten Mannschaft. Sein Debüt in der Premjer-Liga gab er im Juli 2020, als er am 28. Spieltag der Saison 2019/20 gegen Ural Jekaterinburg in der 85. Minute für Wanderson eingewechselt wurde. In der Saison 2019/20 kam der Stürmer zu drei Einsätzen in der höchsten Spielklasse, zudem absolvierte er 17 Spiele für Krasnodar-2. In der Saison 2020/21 absolvierte er sieben Partien im Oberhaus, für die Reserve spielte er 31 Mal in der FNL. In der Saison 2021/22 kam er ausschließlich für Krasnodar-2 zum Zug, für das er 16 Mal spielte. In der Saison 2022/23 absolvierte ein Spiel in der Premjer-Liga und 23 in der zweiten Liga, aus der er mit der Reserve aber abstieg.
Nachdem er zu Beginn der Saison 2023/24 dann noch zwei Partien in der PFL absolviert hatte, wechselte Kutowoi im August 2023 zum Zweitligisten FK SKA-Chabarowsk.

### Nationalmannschaft
Kutowoi spielte ab 2016 für russische Jugendnationalauswahlen. Für das U-17-Team machte er zwischen September 2017 und März 2018 neun Spiele und erzielte sieben Tore. Im September 2019 kam er erstmals für die U-19-Mannschaft zum Einsatz.